# Ricardo Rodríguez (1974)
Ricardo Rodríguez (sinh ngày 3 tháng 4 năm 1974) là một huấn luyện viên và cựu cầu thủ bóng đá người Tây Ban Nha.

## Sự nghiệp Huấn luyện viên
Ricardo Rodríguez đã dẫn dắt Girona, Málaga, Ratchaburi Mitr Phol, Bangkok Glass, Suphanburi và Tokushima Vortis.